# Barry Miller (Schauspieler)
Barry Lee Miller (* 6. Februar 1958 in Los Angeles, Kalifornien) ist ein US-amerikanischer Schauspieler. 

## Leben
Barry Miller wurde als Sohn des Schauspielers und Regisseurs Sidney Miller (1916–2004) und der Talentagentin Iris Burton (1930–2008) geboren. Millers frühere Stiefmutter ist die Schauspielerin Dorothy Green (1920–2008). Er besuchte die Bancroft Junior High School in Hollywood, Kalifornien.
Bereits in den frühen 1970er-Jahren übernahm Miller erste kleinere Rollen in Film und Fernsehen. Bekannt wurde er 1977 durch den Film Saturday Night Fever, in dem seine Figur im betrunkenen und depressiven Zustand von der Verrazzano-Narrows Bridge stürzt. Anschließend spielte er eine Reihe sensibler junger Männer in Hollywood-Filmen, unter anderem in Fame – Der Weg zum Ruhm und Peggy Sue hat geheiratet. Miller gewann 1985 den Tony Award als Bester Nebendarsteller für seine Darstellung des Arnold Epstein in der Theaterfassung von Biloxi Blues.
Millers bisher letzter Film war der 2003 erschienene Shortcut to Happiness – Der Teufel steckt im Detail (Stand: Februar 2024).

## Filmografie (Auswahl)
- 1973: Brocks letzter Fall (Fernsehfilm)
- 1973: Die Waltons (The Waltons, Fernsehserie, Folge 1x19)
- 1975–1976: Joe and Sons (Fernsehserie)
- 1975: Der Gangsterboss von New York (Lepke)
- 1976: Having Babies (Fernsehfilm)
- 1977: The Death of Richie (Fernsehfilm)
- 1977: Saturday Night Fever (Saturday Night Fever)
- 1977–1978: Szysznyk (Fernsehserie)
- 1979: Stimmen der Liebe (Voices)
- 1980: Fame – Der Weg zum Ruhm (Fame)
- 1981: Die Erwählten (The Chosen)
- 1982: King of America (Fernsehfilm)
- 1985: The Roommate (Fernsehfilm)
- 1985: Die Abenteuer der Natty Gann (The Journey of Natty Gann)
- 1986: Peggy Sue hat geheiratet (Peggy Sue Got Married)
- 1987: Conspiracy: The Trial of the Chicago 8 (Fernsehfilm)
- 1987: Der Sizilianer (The Sicilian)
- 1988: Die letzte Versuchung Christi (The Last Temptation of Christ)
- 1990: Die Liebe eines Detektivs (Love at Large)
- 1990–1991: Equal Justice (Fernsehserie)
- 1993: Stage Fright – Eine Gurke erobert Hollywood (The Pickle)
- 1994: Perfect Love Affair (Love Affair)
- 1996: Pacific Blue – Die Strandpolizei (Pacific Blue, Fernsehserie)
- 1997: Practice – Die Anwälte (The Practice, Fernsehserie)
- 1999: Makellos (Flawless)
- 2003: Shortcut to Happiness – Der Teufel steckt im Detail (The Devil and Daniel Webster)